# Культура Швеции

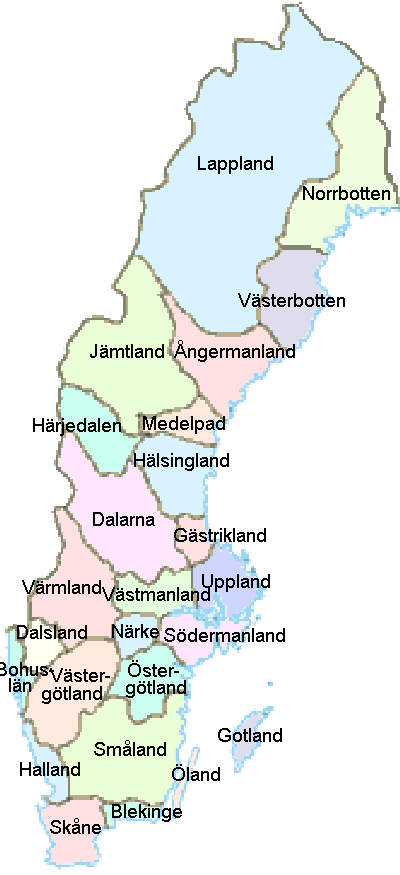
Различные шведские провинции (ландскапы)

Культура Швеции — общее понятие, к которому относят различные стороны бытия шведов: лютеранство, профсоюзное движение, уверенность в себе и тому подобное, что в конечном итоге складывает шведский менталитет (национальную самоопределение), восприятие шведов чужаками и тому подобное. 
Различные исторические периоды также влияли на становление шведской культуры или определяли шведский менталитет. Так, Швеция отменила рабство к середине XIV века, не было у шведов и крепостного права, крестьянство составляло около 40 % населения и было одним из четырёх сословий (вместе с дворянами, духовенством и горожанами) в Риксдаге.

## Общая характеристика

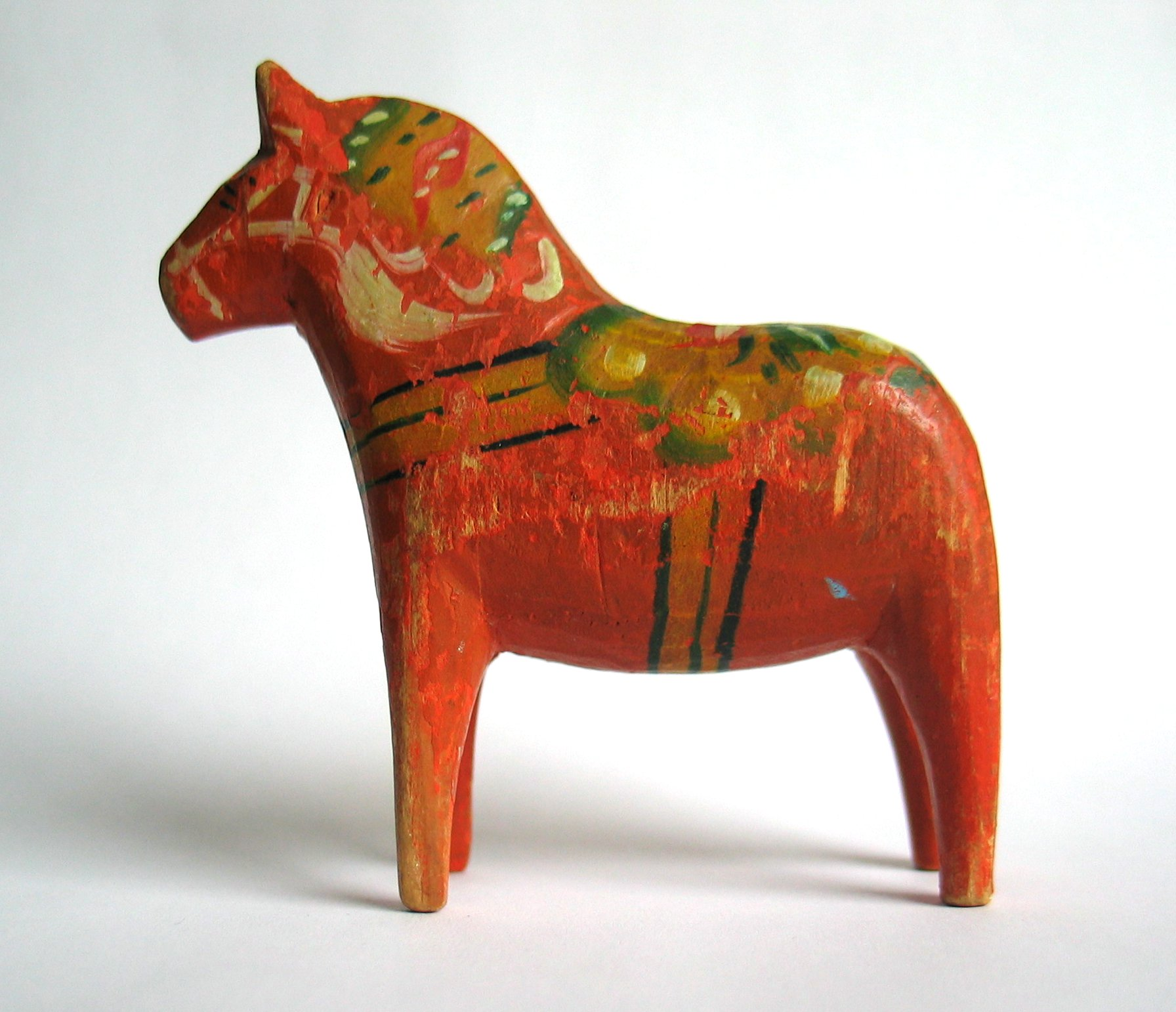
Шведское изделие ручной работы

25 провинций (швед. landskap) Швеции в начале своей истории обладали плохой взаимосвязью внутри Скандинавии, поэтому у каждой из них — разная культура. Эти провинции давно потеряли своё автономное значение как административные и  политические регионы, но как и раньше рассматриваются как культурные регионы, а население Швеции отождествляет себя с ними. Каждая провинция имеет определённую историю, каждый регион — со своим собственным характером. Из-за влияния соседних культур в этих регионах под различным влиянием сформировались некоторые этнические меньшинства.
Современное духовное мировоззрение шведов сформировано под влиянием христианства и язычества. Для лучшего познания следует отличать шведов (этнос) и граждан Швеции (эмигрантов из других народов). Шведы, сохраняя свою культуру (самоидентификацию), находясь в эмиграции среди других этносов (в диаспоре), способны не ассимилироваться, а сохранять себя как нацию.

## Обычаи

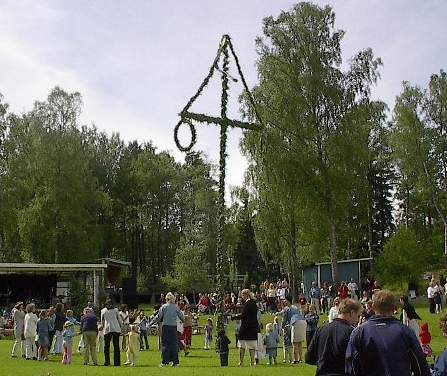
Танец вокруг майского дерева на праздновании летнего солнцестояния в Аскерсунде

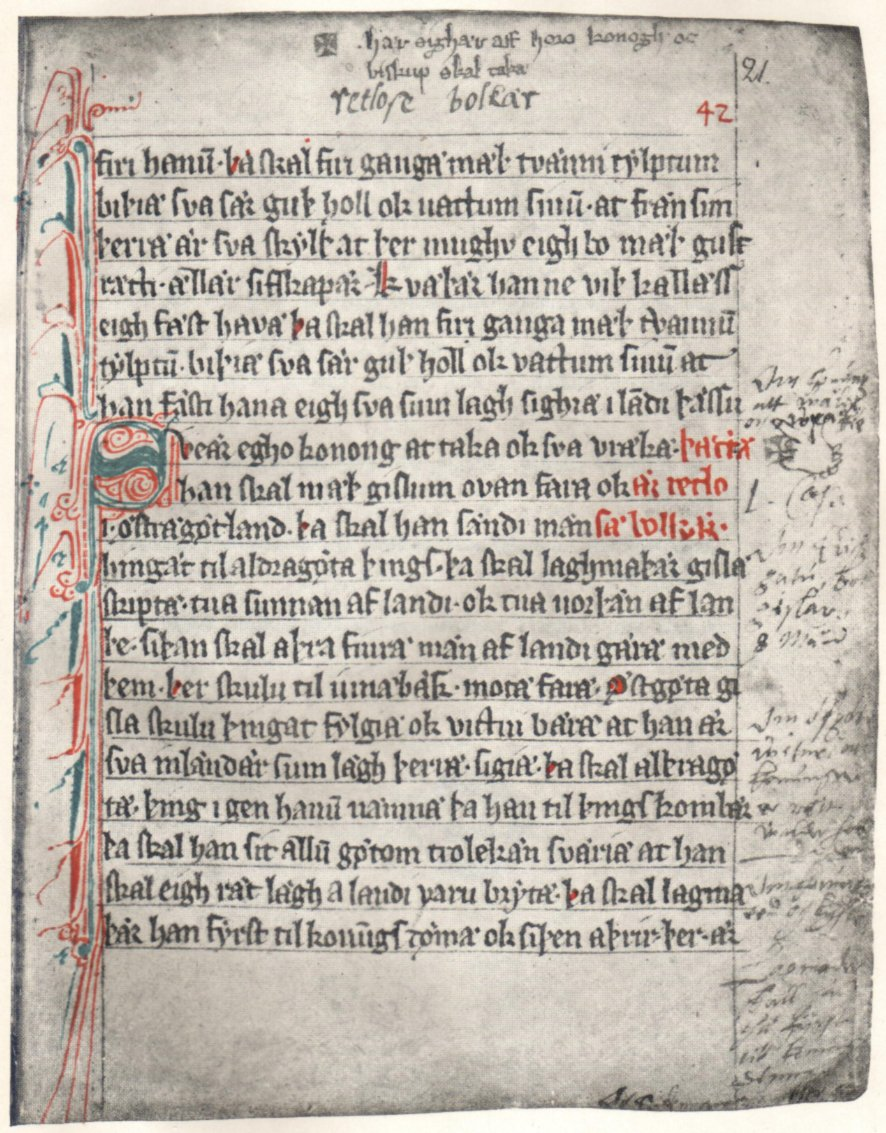
Образец текста шведского закона 1280 г. (21 страница Законf Готланда)

Особенностью культуры Швеции является шведский менталитет, который складывается и поддерживается шведским воспитанием. Одним из многих явлений шведской культуры является принцип «лагом» швед. Lagom, то есть воздержание; это наследие викингов (варягов) и символ шведской жизни. Его можно наблюдать среди шведов не только в особенност яхих поведения, но и в одежде, в дизайне, в архитектуре др. Это шведская умеренность, сдержанность, бережливость — ничего лишнего. Госпожа Шарлотт Девитт, президент «Американского клуба Швеции», уроженка Бостона (США), прожила в Стокгольме десять лет и в собственной книге «Привычки и обычаи Швеции» она определяет это понятие так: «Шведская легенда относит происхождение слова лагом к древней истории страны. Времена, когда викинги, населявшие страну в IX—XI веках, одерживали одну за другой военные победы... И однажды, после одной из таких побед, славные воины собрались утолить жажду медовым напитком (медовухой), после того как мёд перебродил с водой. Большой бокал, сделанный из рога, предназначался для небольшой группы солдат, хотя напитка должно было хватать на всех в сообществе, поэтому каждому, кто отпивал из такого сосуда, нужно было только утолить жажду, пригубить. Если же викинг пытался отпить больше за счёт общества, тогда ему сразу напоминали: лагом, то есть в переводе — „хватит», «достаточно”. Всеобщее навязывание соблюдения сдержанности (согласно социологии медицины), однако, привело Швецию к лидерству в Европе по суицидам».

### Национальные праздники
- 1 января — Новый год;
- 6 января, 4 марта, 12-13 мая, 25-26 декабря — Рождество;
- 6 июня — день шведского флага, с 1809 года[4].

## Фольклор
Известные шведские фольклористы: Ларс Леви Лестадиус, Йон Бауэр и др.

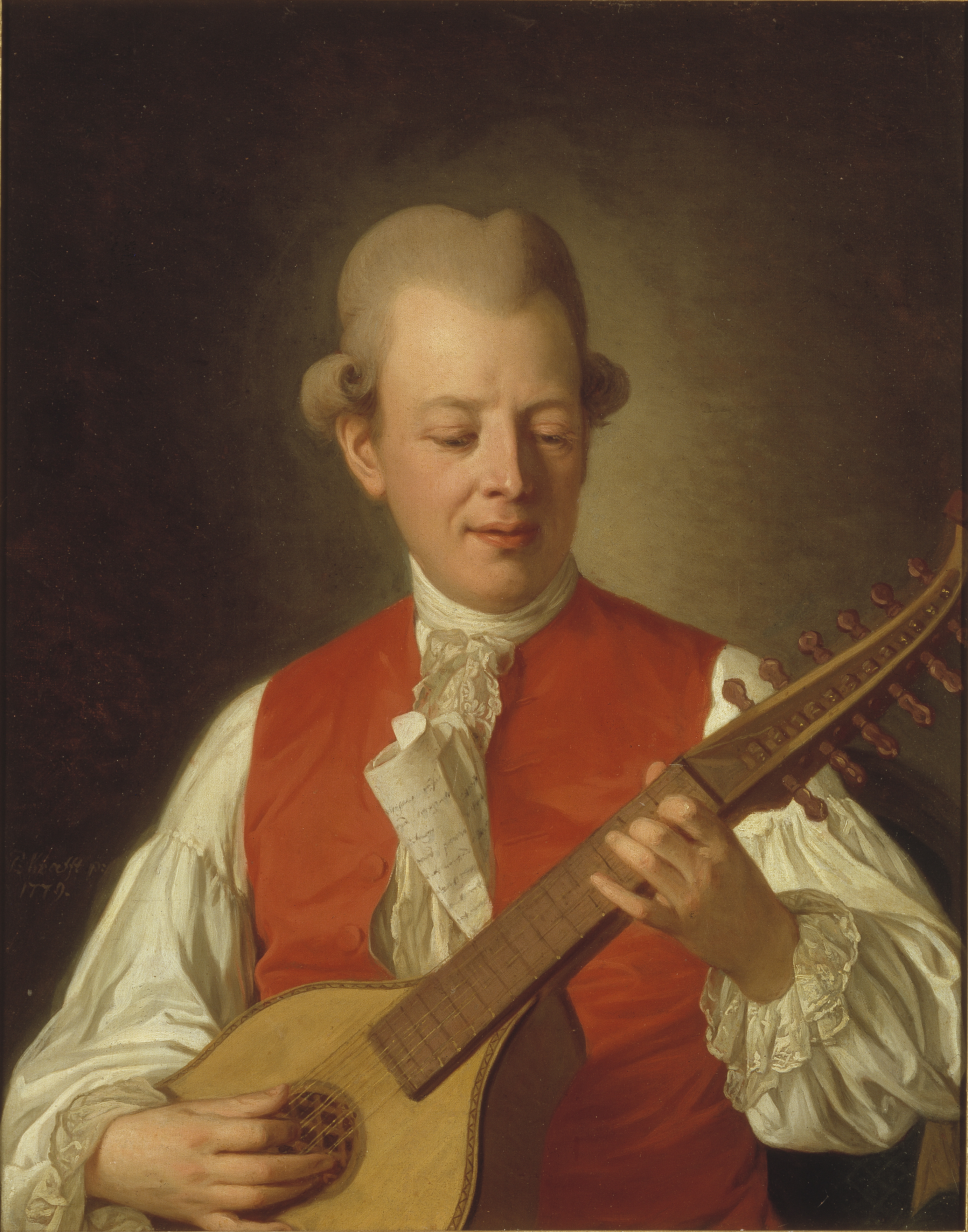
Карл Микаэль Бельман (картина Пер Крафта Эльдера, 1779 г.)

## Искусство
Древние образцы шведского искусства находятся в церквях: настенные фрески, алтарная часть. представляющие религиозные убеждения: чистилище, дьявола, Иисуса Христа и Деву Марию.
Наиболее яркий представитель стиля рококо в Швеции — художник Густаф Лундберг, имевший европейскую известность. Среди его парадных портретов особый интерес представляет портрет за партией в шахматы Густава Бадина, в прошлом чернокожего мальчика-раба, ставшего придворным и государственным деятелем трёх шведских королей. В XIX веке художник Карл Ларссон (1853-1919) сформировал образ идиллического дома сельской местности с его наивными живописными иллюстрациями.

### Музыка
Известные шведские народные песни: «Баллада о херре Маннелиге», «Баллада о херре Хольгере»,
«Божья музыка» (швед. Guds spelemän), «Горе Хилле» (швед. Hilla Lilla), «Оборотень» (швед. Varulven) и др..
Современная музыка: ABBA, Europe, Army of Lovers, Cardigans, Opeth, Sabaton.

### Архитектура

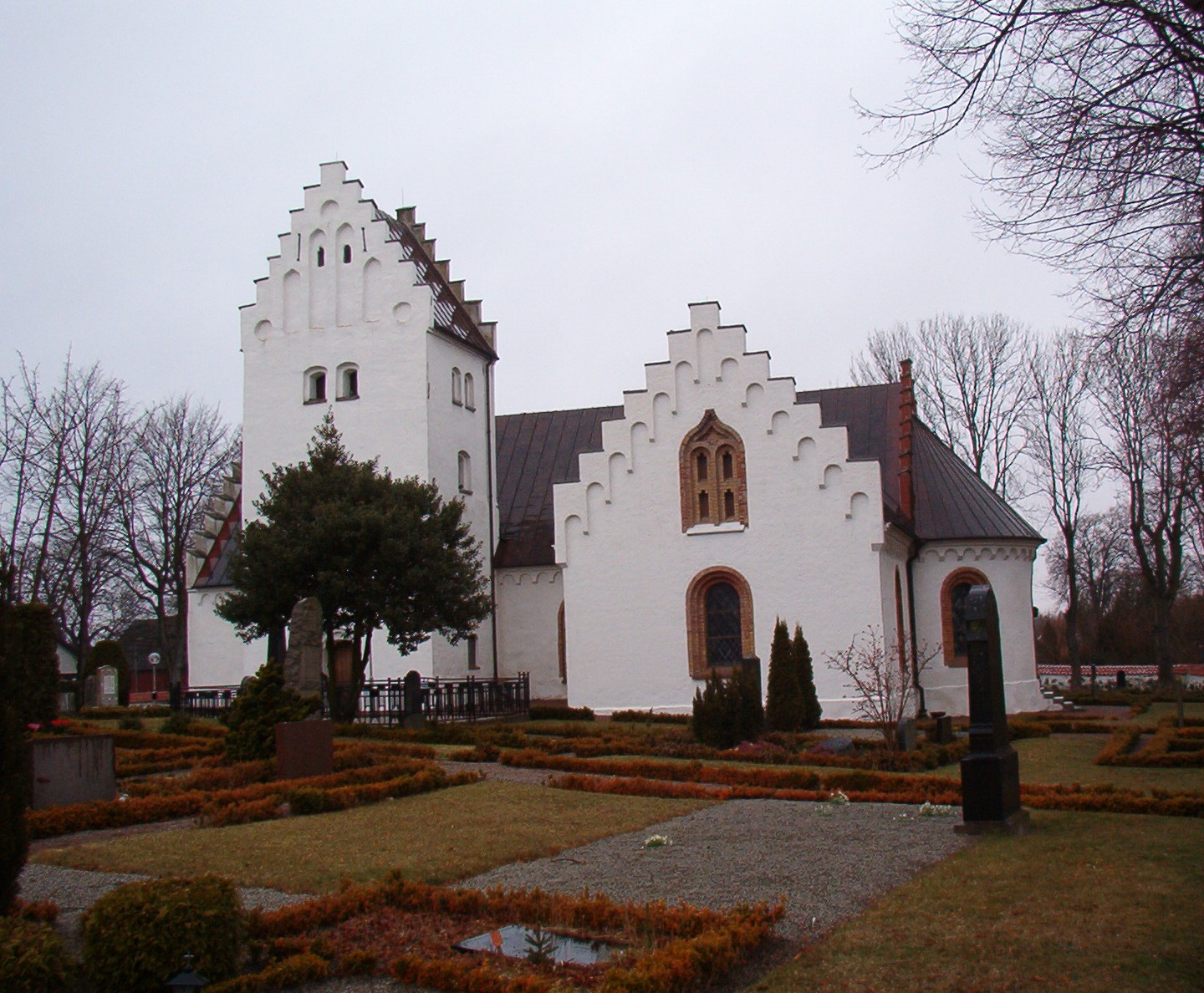
Средневековая церковь в Оксе (Сконе) с типичными ступенями на фронтоне

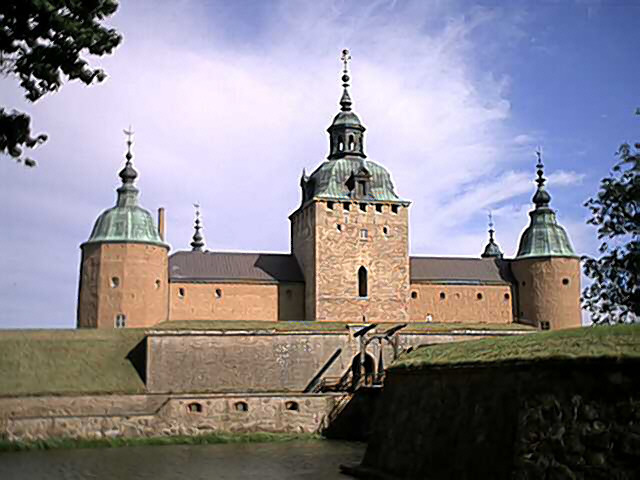
Кальмарский замок

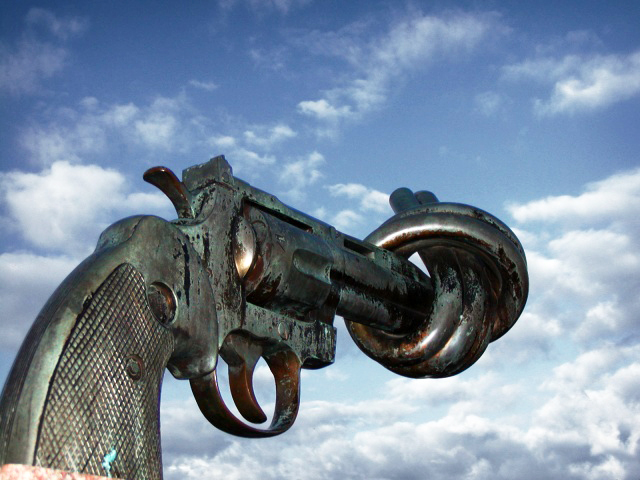
Скульптура «Нет — насилию» (Карл Фредерик Ройтешворд, Мальме)

## Кухня
Классические шведские блюда — это картофельное пюре с селёдкой, «митболлс» (мясные шарики) с луковичным соусом, гороховый суп. Вариантов приготовления селёдки больше двадцати: маринованная, солёная, копчёная, жареная, варёная, квашеная в банке (целый год для получения сильного запаха, аналог французского твёрдого сыра с плесенью), а также — селедочная икра с разными соусами (для любителей острых вкусовых ощущений или сладкоежек, для детей и для вегетарианцев, со всевозможными добавками). Шведы любят готовить многочисленные сладкие булочки, пирожные, печенье (напр. имбирное печенье с неповторимо острым, горьковато-терпким вкусом).

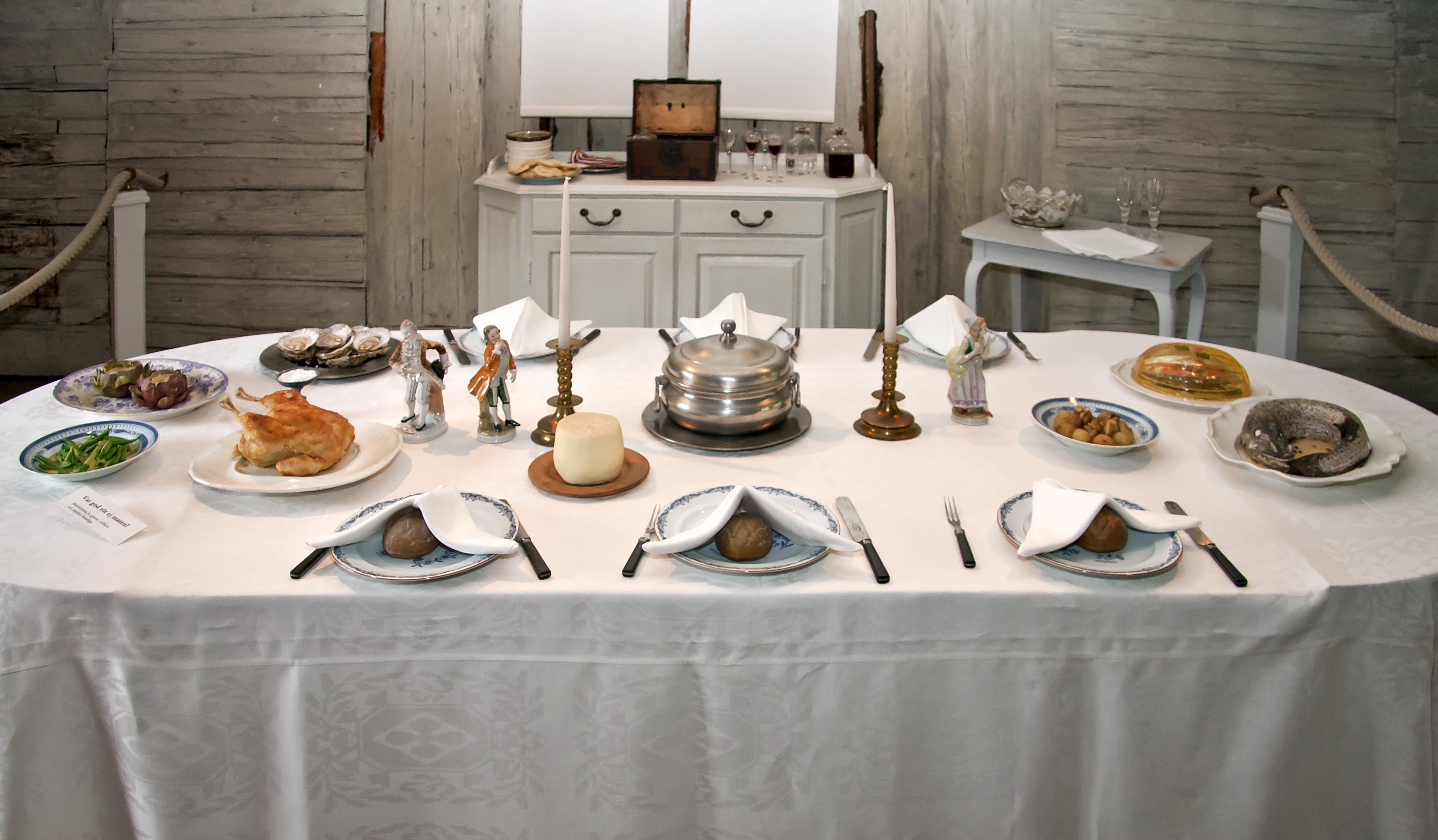
Сервировка стола на ужин 1700-х годов в Эребру (мебель и посуда — в стиле 1700-х годов)
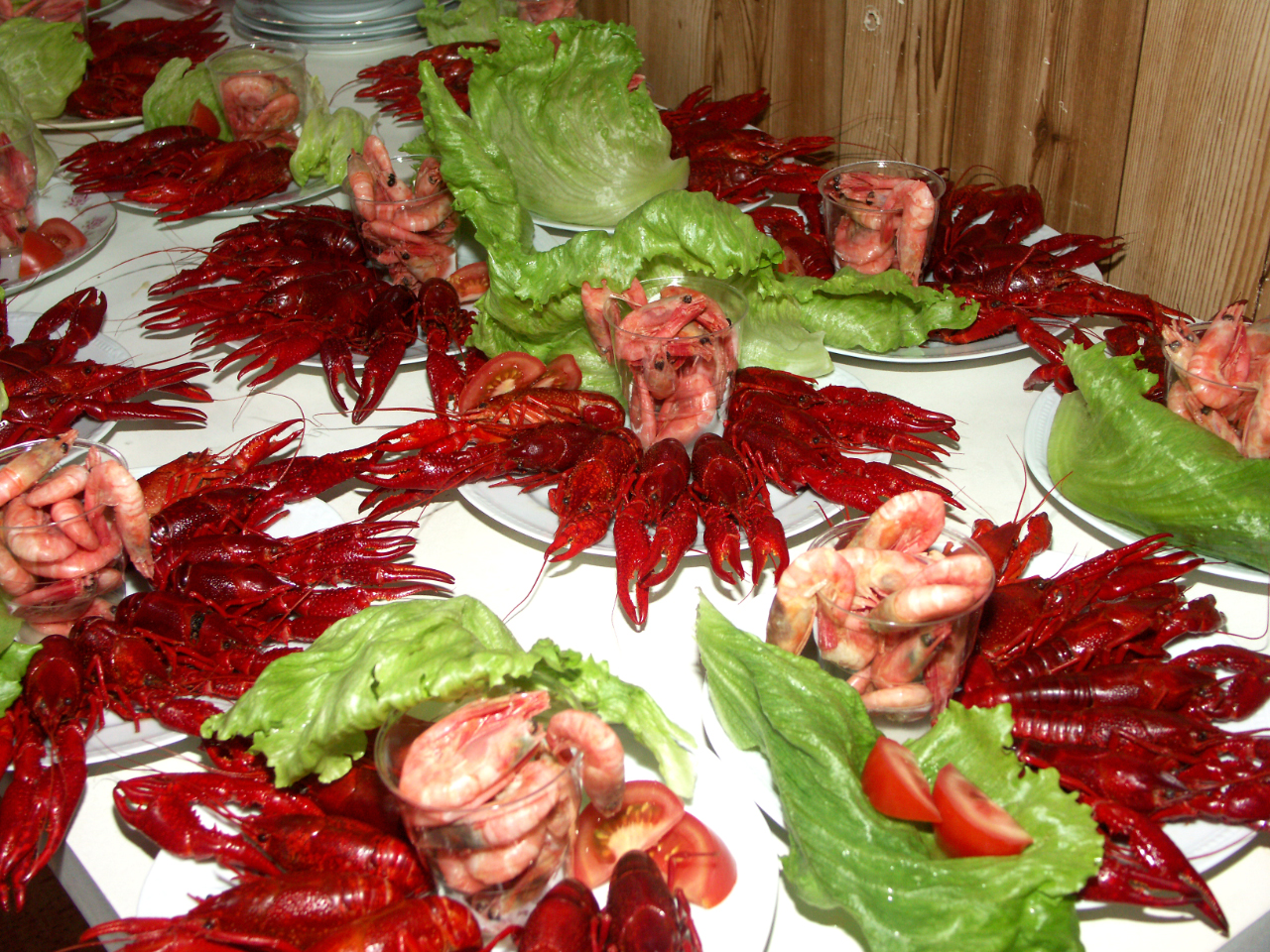
Креветки и раки — праздничная часть шведской кухни
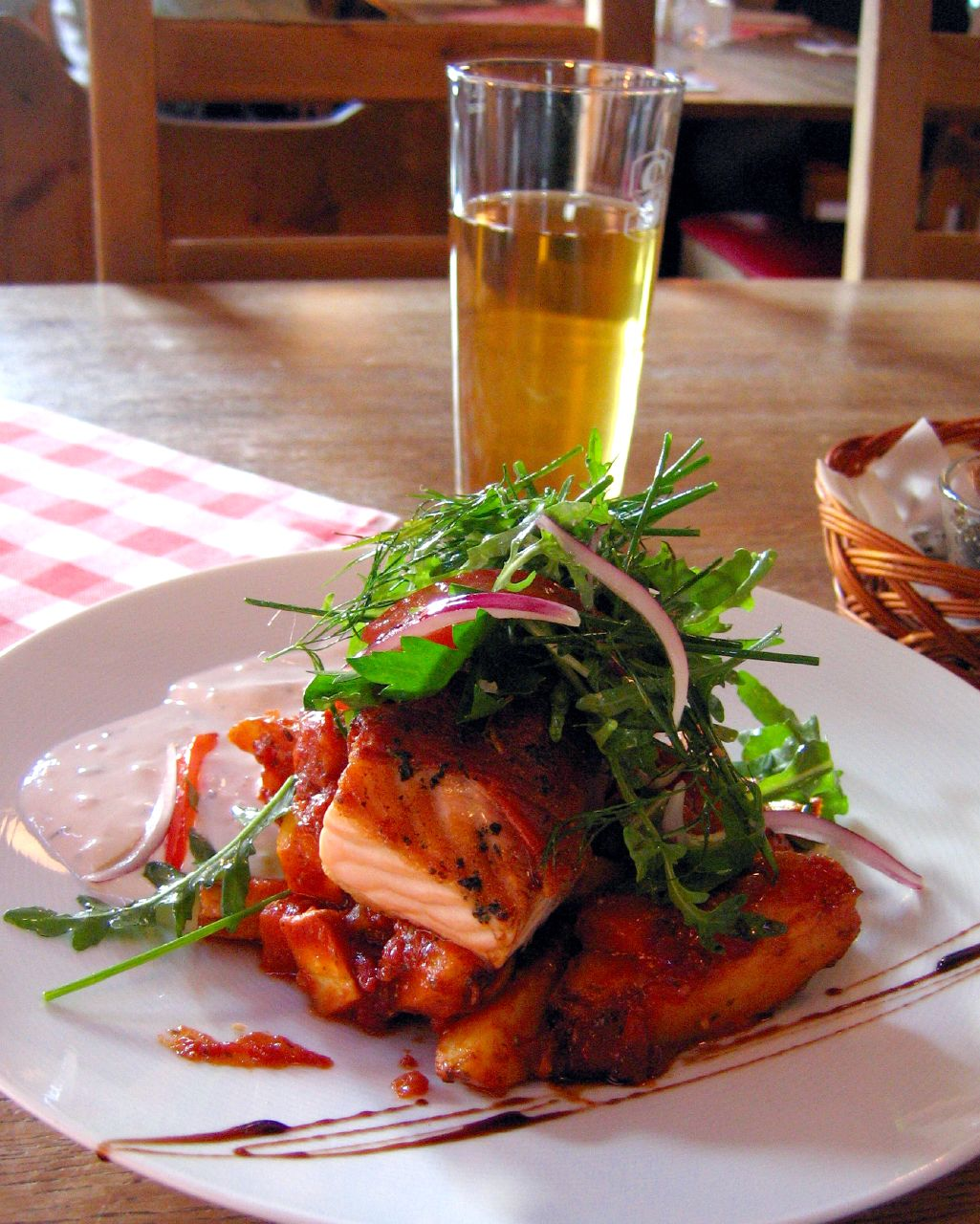
Лосось на гриле с шампуров — современное шведское блюдо
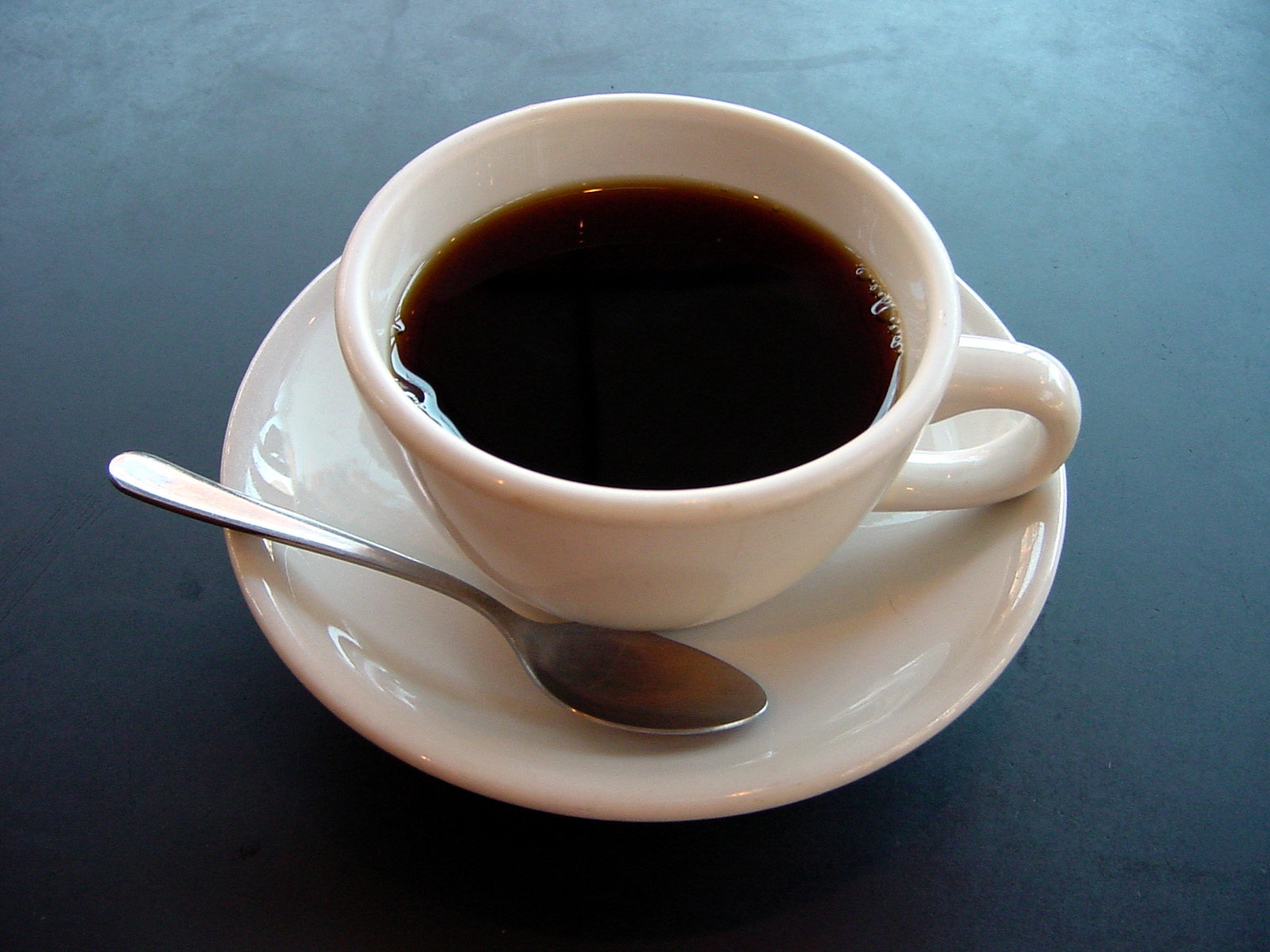
Чашка крепкого кофе